# Franco Frattini
Franco Frattini (14. března 1957 Řím, Itálie – 24. prosince 2022) byl italský a evropský politik, bývalý ministr zahraničních věcí v italské vládě.
Od 22. listopadu 2004 do 8. května 2008 byl viceprezidentem Evropské komise v čele s Josém Barrosem a jeho portfóliem byla spravedlnost a bezpečnost. Od května ho v Evropské komisi nahradil jeho krajan Antonio Tajani. Frattini byl od 8. května 2008 do 16. listopadu 2011 italským ministrem zahraničních věcí ve vládě Silvia Berlusconiho.

### Externí odkazy

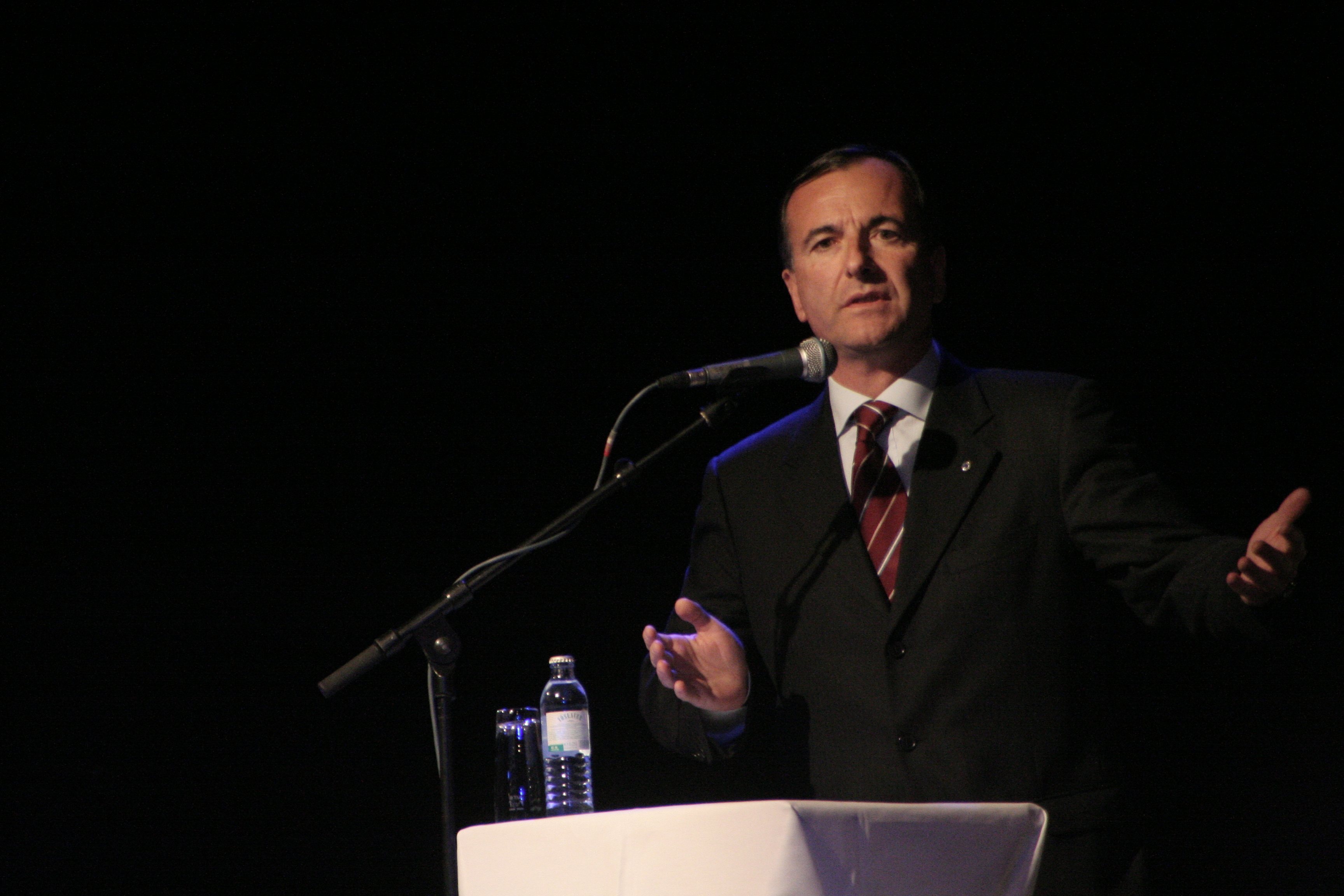
Franco Frattini - italský ministr zahraničních věcí

## Vyznamenání
- čestný velkokomtur Řádu koruny Malajsie, Malajsie, 2003
- Řád Xirka Ġieħ ir-Repubblika, Malta, 20. ledna 2004[2]
- velkokříž Řádu litevského velkoknížete Gediminase, Litva, 21. dubna 2004[3]
- velkokříž Řádu zásluh o Italskou republiku, Itálie, 25. listopadu 2004[4]
- velkokříž Řádu prince Jindřicha, Portugalsko, 31. ledna 2005[5]
- rytíř Řádu Pia IX., Vatikán, 2008
- Řád Stará planina I. třídy, Bulharsko, 2009
- Řád přátelství, Rusko, 16. října 2012
- komandér Řádu čestné legie, Francie, 3. března 2014